# 12628 Аквортхорр
12628 Аквортхорр (2120 T-1, 1986 EZ2, 12628 Ackworthorr) — астероїд головного поясу.
Тіссеранів параметр щодо Юпітера — 3,502.